# Cratere Yamamoto
Yamamoto è un cratere lunare danneggiato intitolato all'astronomo giapponese Issei Yamamoto.
È situato nell'emisfero settentrionale sulla faccia nascosta della Luna, a nord del grande cratere d'Alembert. A nord-nordest si trova il cratere Avogadro.
Diverse parti del bordo del cratere sono coperte da impatti successivi, soprattutto lungo la sezione nordorientale, che è stata quasi completamente cancellata. La parte sudoccidentale del fondo è più irregolare del resto dell'interno, e forse è stata coperta da ejecta dal d'Alembert o da un'altra parte. Il fondo nordorientale è relativamente piano ed informe.

## Crateri correlati
Alcuni crateri minori situati in prossimità di Yamamoto sono convenzionalmente identificati, sulle mappe lunari, attraverso una lettera associata al nome. Il cratere Yamamoto W è stato ridenominato Oberth nel 1997.
| Yamamoto | Latitudine | Longitudine | Diametro |
| -------- | ---------- | ----------- | -------- |
| W        | 62,6° N    | 155,5° E    | 50 km    |